# Stronnictwo czerwonych

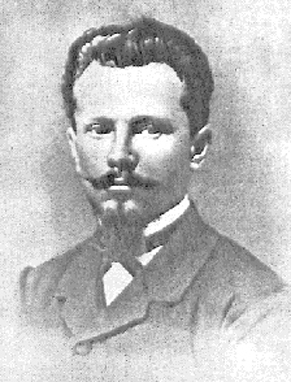
Jarosław Dąbrowski, jeden z najwybitniejszych działaczy „czerwonych”

Czerwoni – radykalni działacze demokratyczni w Królestwie Polskim przed wybuchem i w okresie powstania styczniowego (1863–1864). Ich poglądy polityczne były przeciwstawne „białym”. Wywodzili się z organizatorów manifestacji patriotycznych z 1861 roku.
Zmierzali do szybkiego wywołania powstania i przeprowadzenia radykalnych reform społecznych. Opowiadali się za wciągnięciem chłopów do walki z zaborcą i postulowali ich uwłaszczenie bez odszkodowania. Czerwoni reprezentowali radykalne środowiska młodzieży studenckiej i rzemieślniczej skupione wokół Akademii Medyko-Chirurgicznej, które w 1861 utworzyły Komitet Miejski, który z kolei przekształcił się w 1862 w Komitet Centralny Narodowy. Mieli główne oparcie w warszawskiej Organizacji Miejskiej. Prawe i lewe skrzydło Czerwonych różniły się poglądem na społeczny program powstania, termin jego wybuchu i stosunek do różnych klas społecznych. Czerwoni kierowali powstaniem styczniowym od dnia jego wybuchu do kwietnia 1863, a także w maju i wrześniu 1863.
Ważniejsi działacze „czerwonych”:
- Oskar Awejde
- Stefan Bobrowski
- ks. Stanisław Brzóska
- Ignacy Chmieleński
- Jarosław Dąbrowski
- Leon Frankowski[3]
- Agaton Giller
- Konstanty Kalinowski[2]
- Ludwik Mierosławski
- Zygmunt Padlewski
- Zygmunt Sierakowski
- Bronisław Szwarce